# Ubocz (Pasmo Pewelskie)
Ubocz (ok. 766 m) – kilkuwierzchołkowe wzniesienie w Paśmie Pewelskim, które w regionalizacji fizycznogeograficznej Polski według Jerzego Kondrackiego zaliczane jest do Beskidu Makowskiego, w nowszej regionalizacji z 2018 roku do Pasm Pewelsko-Krzeszowskich. Znajduje się pomiędzy Bąkowem a Bakowem (Czeretnikiem).
W przewodniku turystycznym wzniesienie ma nazwę Uboc. Jego wierzchołek jest bezleśny, zajęty przez pola i zabudowania miejscowości Hucisko. W dużym stopniu bezleśny jest również należący do tej miejscowości grzbiet opadający z niego w południowo-wschodnim kierunku do doliny Pewlicy. W północne, porośnięte lasem stoki wcinają się źródłowe cieki potoku Z Czeretnika. Stoki te należą do miejscowości Ślemień.

## Szlaki turystyczne
Jeleśnia – Janikowa Grapa – Beskid – Madeje – Garlejów Groń – Gracówka – Zawaliska – Bigosy – Bąków – Ubocz – Baków Groń. Czas przejścia: 2:30 h, ↓ 2:10 h

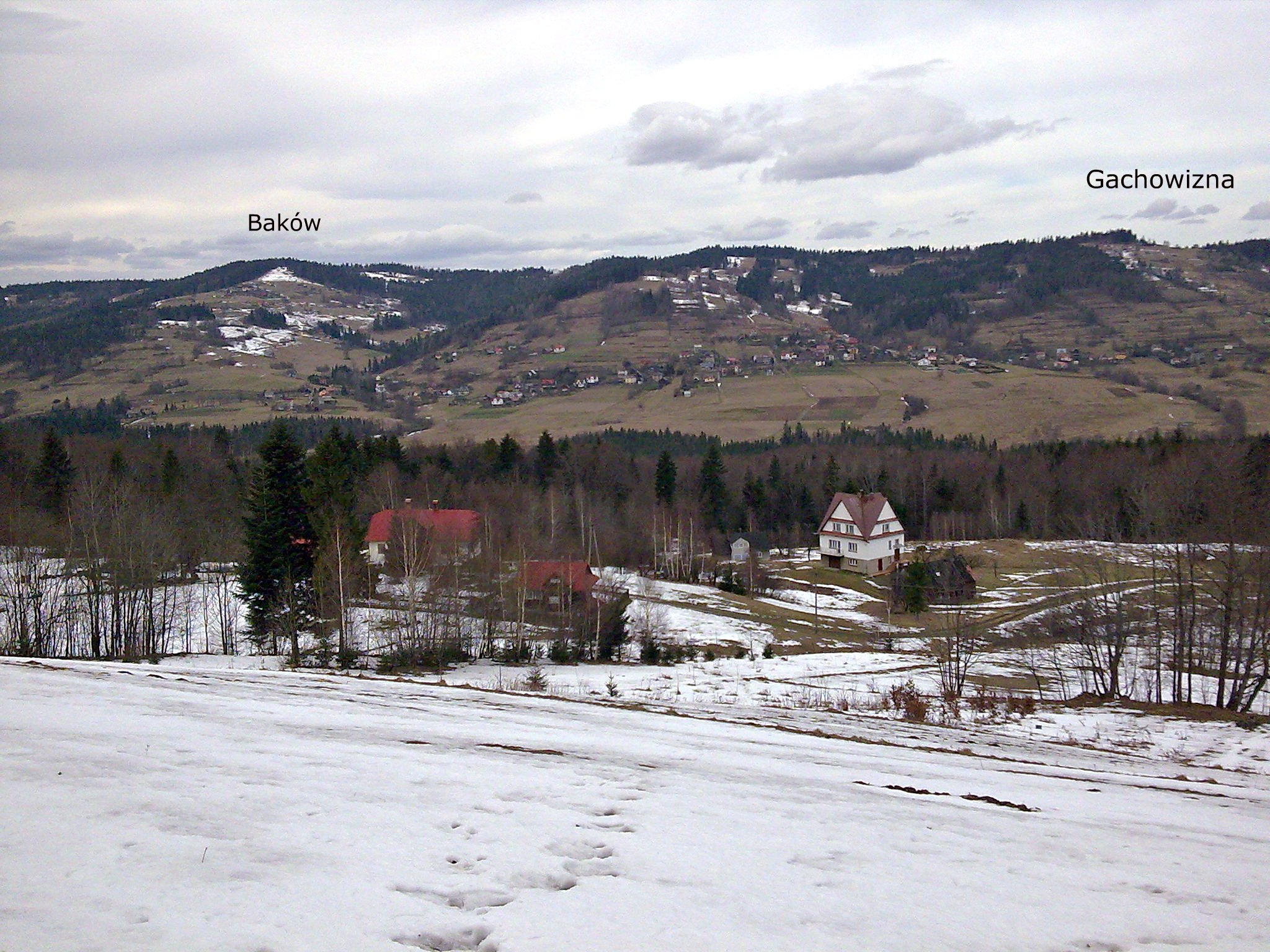
Ubocz pomiędzy Bakowem i Gachowizną
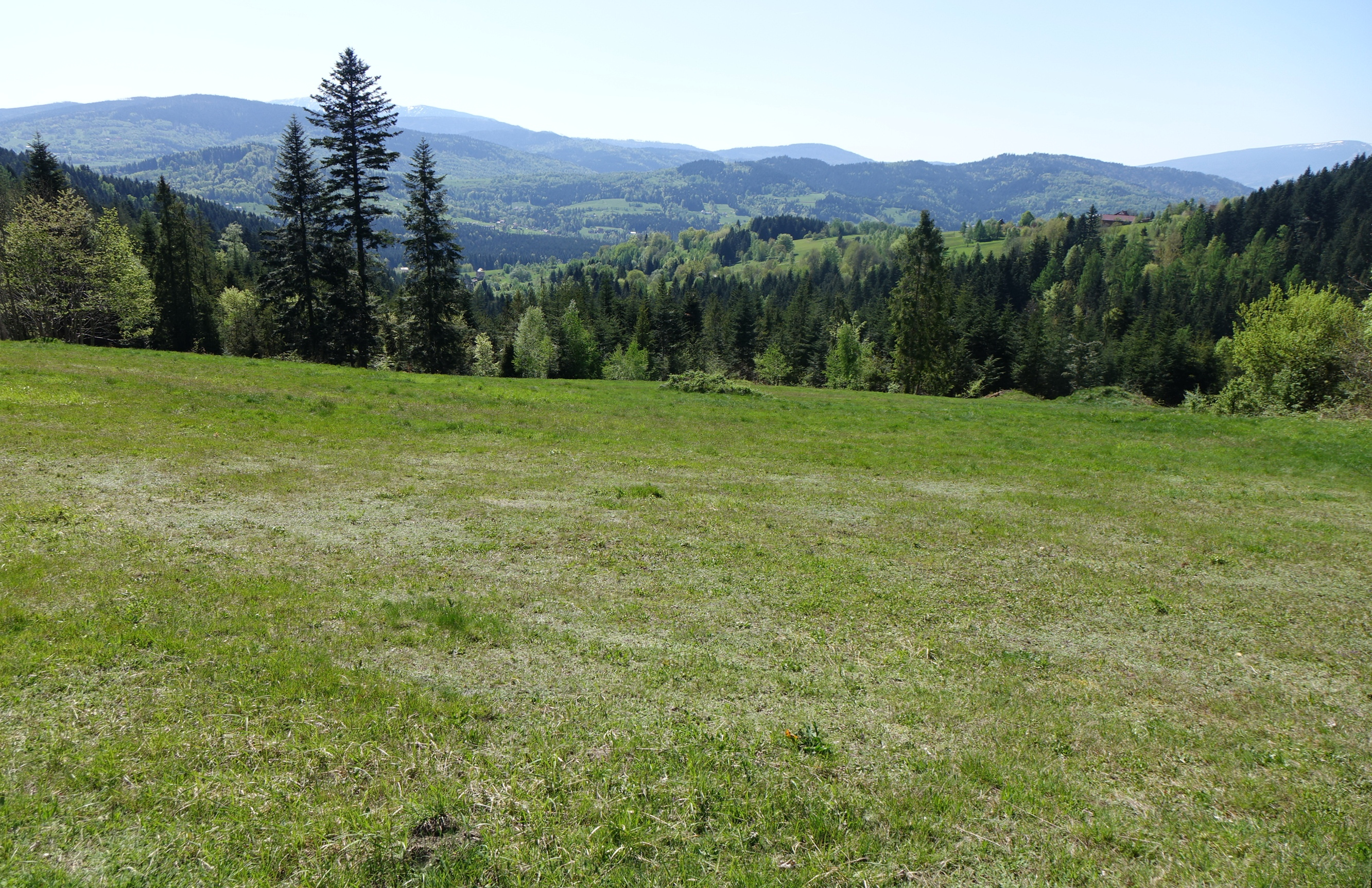
Widok z polany pod Uboczą na południowy wschód
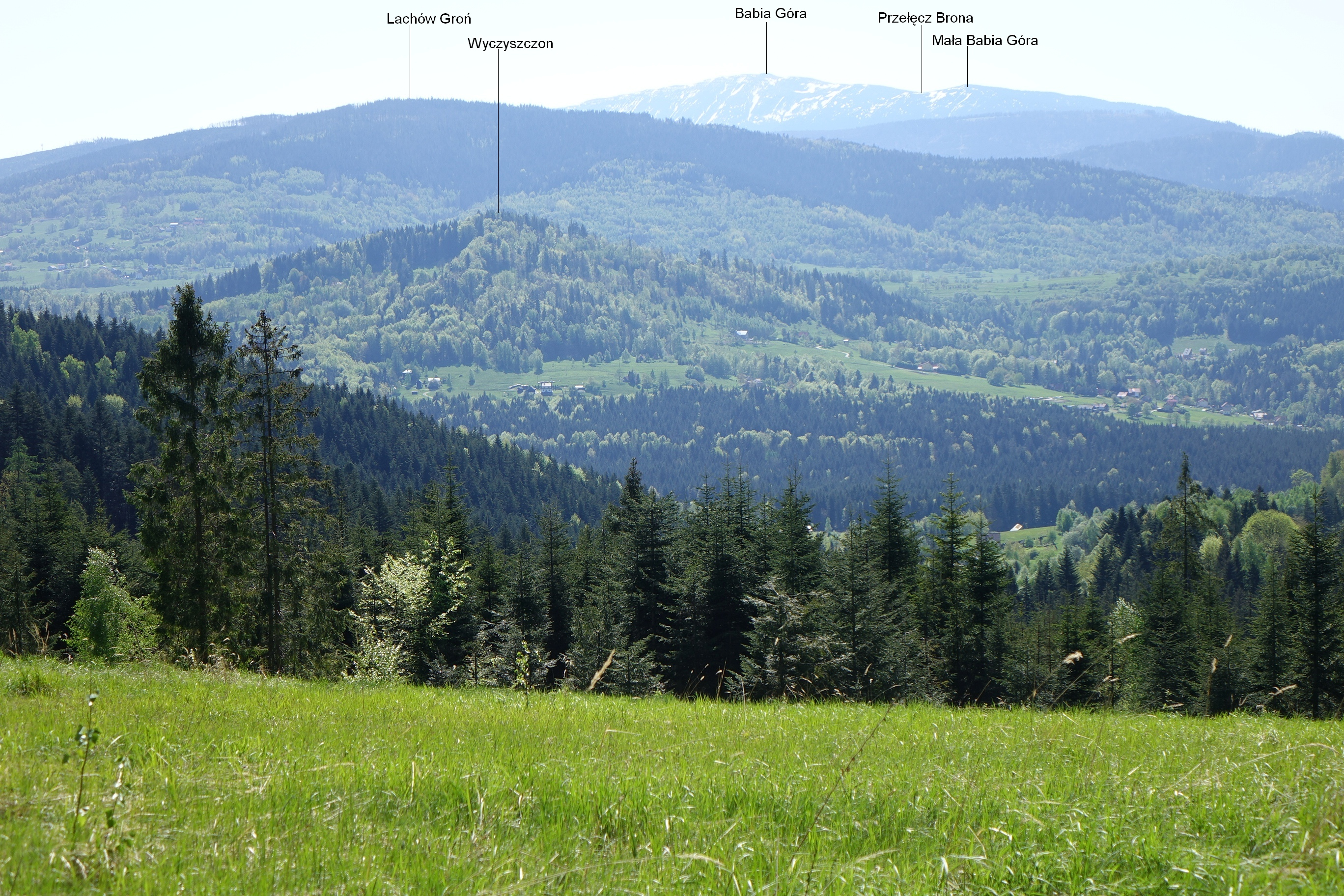
Widok z polany pod Uboczą